# سوپلیکاتیو
سوپلیکاتیو (به لاتین: Supplicatio) نوعی مراسم شکرگزاری دینی به درگاه خدایان در روم باستان بود که به فرمان سنای روم برگزار می‌شد. در این مراسم معابد گشوده و تندیس‌های خدایان بر روی تخته‌های مخصوصی نهاده‌می‌شدند به‌طوری‌که مردم بتوانند هدایای شکرگزاری یا نذورات خود را پیشکش کنند. واژه انگلیسی supplication به‌معنای التماس و تضرع از نام این مراسم گرفته‌شده‌است.

## خستارهای وابسته
- دین روم باستان
- تریومفوس